# Мејпл Парк (Илиноис)
Мејпл Парк (енгл. Maple Park) град је у америчкој савезној држави Илиноис.

## Демографија
По попису из 2010. године број становника је 1.310, што је 545 (71,2%) становника више него 2000. године.
| Група             | 2000.       | 2010.         |
| Белци             | 733 (95,8%) | 1.189 (90,8%) |
| Афроамериканци    | 0 (0,0%)    | 7 (0,5%)      |
| Азијати           | 1 (0,1%)    | 7 (0,5%)      |
| Хиспаноамериканци | 19 (2,5%)   | 94 (7,2%)     |
| Укупно            | 765         | 1.310         |